# Laura Bernasconi

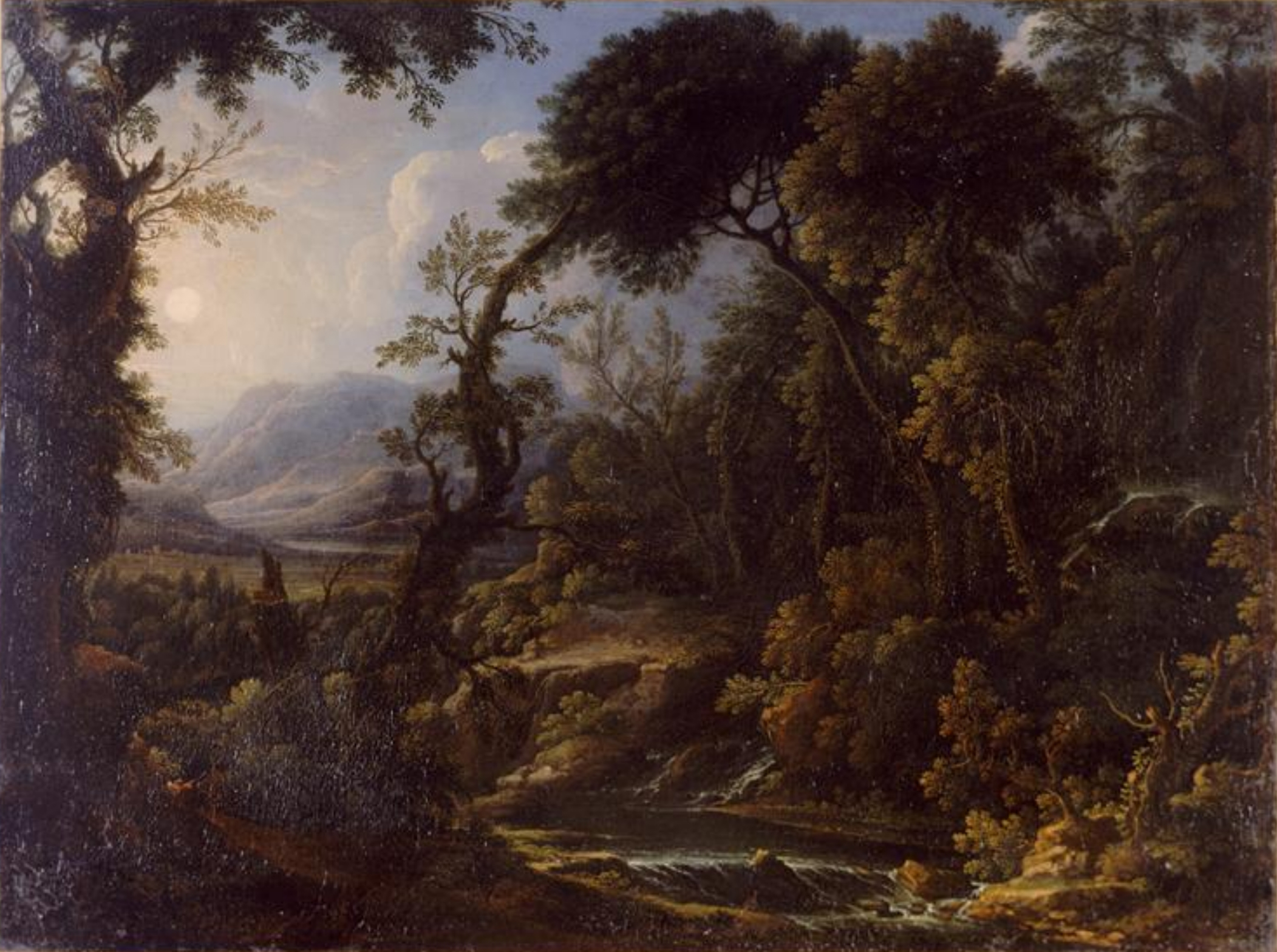
Laura Bernasconi (atribuido), Torrente en un bosque, óleo sobre lienzo, 71 x 95 cm. Burdeos, Musée des beaux-arts.

Laura Bernasconi, activa en Roma en 1674, fue una pintora barroca italiana, discípula de Mario Nuzzi.
A Laura Bernasconi en las fuentes clásicas se la menciona como pintora de las flores de un cuadro de Andrea Camassei que representaba a San Cayetano y se encontraba en la basílica de Sant'Andrea della Valle en Roma. En las Vite de pintores fallecidos en Roma antes de 1673, editadas en 1772, Giovanni Battista Passeri ofrece la descripción más precisa del cuadro de Camassei, con san Cayetano escribiendo los estatutos de su orden y recibiendo la visión de Jesús acompañado de un grupo de angelitos, al que Bernasconi pudo agregar los festones de flores alrededor de cuadro en 1674, con motivo de la canonización. Perdido con la remodelación de la capilla, no queda otro testimonio gráfico que grabado de Giovanni Domenico de Rossi con el primitivo estado de la capilla. Se sabe, además, que a mediados del siglo trabajaba para la familia Pamphili en Roma.
Ya en el siglo XIX el viajero Nicolás de la Cruz Bahamonde, al hacer una relación de los más destacados artistas italianos por género, escribía: «En floreros Tomás Salini, romano, Nuzzi, y Laura Bernasconi», y a ese mismo siglo corresponde la atribución de dos paisajes boscosos en el Musée des beaux-arts de Burdeos, pertenecientes hasta 1829 al marqués de Lacaze, conocido coleccionista de arte.